# După-amiaza unui torționar
După-amiaza unui torționar  este un film biografic românesc din 2001 scris și regizat de Lucian Pintilie. Rolurile principale au fost interpretate de actorii Gheorghe Dinică și Radu Beligan. Filmul a fost nominalizat la Leul de Aur pentru cel mai bun regizor și la Premiul Marcello Mastroianni.

## Prezentare
Franț Țandără, fost torționar în regimul comunist, este pregătit să-și mărturisească crimele în fața unei jurnaliste și a unui fost deținut politic. Cei doi îl întâlnesc în gară la Giurgiu, unde Țandără îi întâmpină cu flori. Dar confesiunea se confruntă cu probleme încă de la început: reportofonul nu funcționează, Țandără vorbește prea încet sau prea repede... Bărbatul își începe povestea cu detalii nesemnificative: tatăl său a lucrat în armată, anii de școală, rătăcirile de la sfârșitul războiului. Jurnalista încearcă să-l încolțească cu întrebări despre cariera de torționar, dar primește răspunsuri evazive. Nevasta lui Țandără intervine și le cere să nu-i mai tortureze soțul...

## Distribuție
- Gheorghe Dinică ca  Franț Țandără
- Radu Beligan ca profesorul
- Ioana Ana Macaria ca jurnalista
- Coca Bloos ca soția lui Franț
- Dorina Chiriac - comisarul
- Șerban Pavlu ca Ticuța
- Florin Roată ca tatăl
- Cristina Agachi ca mătușa
- Marius Radu ca Franț copil
- Loredana Ștefan ca sora lui Franț

## Primire
Filmul a fost vizionat de 2.552 de spectatori în cinematografele din România, după cum atestă o situație a numărului de spectatori înregistrat de filmele românești de la data premierei și până la data de 31 decembrie 2014 alcătuită de Centrul Național al Cinematografiei.

## Vezi și
- 2001 în film
- 2001 în România